# Kaczyzm

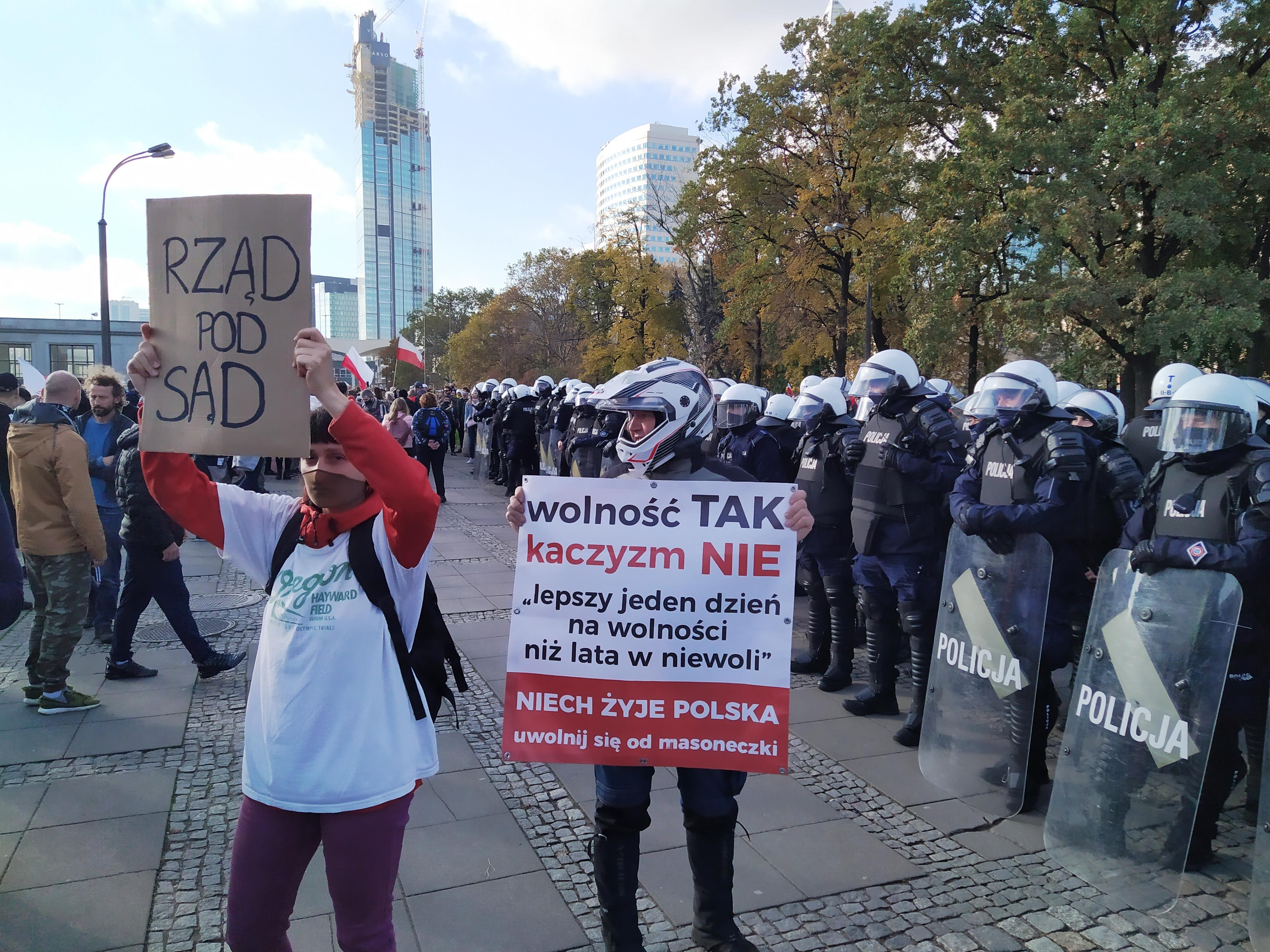
Protest przeciwko obostrzeniom stanu epidemii, Pasaż Wisławy Szymborskiej, Warszawa, 2020 r. Plakietka z napisem „Wolność TAK, kaczyzm NIE”.

Kaczyzm (rzadziej: kaczologia) – neologizm, koncept ideologiczny, pejoratywne lub satyryczne określenie rządów partii Prawo i Sprawiedliwość (PiS), pochodzące od nazwisk polskich polityków, braci Jarosława i Lecha Kaczyńskich. Jako określenie ironiczne lub propagandowe jest ono używane przez przeciwników ugrupowań politycznych braci Kaczyńskich, natomiast przez zwolenników PiS jest uważane za nieadekwatne i obraźliwe.

## Historia
Termin ten, prawdopodobnie ukuty przez pierwszego zastępcę redaktora naczelnego tygodnika Wprost – Stanisława Janeckiego, został po raz pierwszy użyty w lutym 2005 przez felietonistów tego pisma, Roberta Mazurka i Igora Zalewskiego, w tekście pt. Triumf kaczyzmu, na pejoratywne określenie doktryny politycznej i wizji państwa Jarosława Kaczyńskiego. Wkrótce potem, podczas debaty na temat skrócenia kadencji Sejmu (5 maja 2005), terminu tego użyła posłanka Joanna Senyszyn z SLD, mówiąc w Sejmie „Widmo krąży po Polsce – widmo kaczyzmu”, tym samym parafrazując początek XIX-wiecznego Manifestu komunistycznego. Dekadę później, pojęcie to dalej często występowało na łamach mediów krytycznych w stosunku do partii Prawo i Sprawiedliwość (PiS), takich jak np. tygodnik Newsweek Polska.

## Znaczenie
Kaczyzm, jako neologiczne określenie ideologii politycznej, jest tzw. konceptem ideologicznym lub ideologem.
Jest to określenie pejoratywne pochodzące od nazwisk polskich polityków, braci Jarosława i Lecha Kaczyńskich, używane przez przeciwników ugrupowań politycznych braci Kaczyńskich (głównie partii PiS). Według Wojciecha Szalkiewicza kaczyzm oznacza ustrój oparty na „permanentnej kontroli, tropieniu afer, powoływaniu superurzędów i doraźnych komisji śledczych”. Joanna Senyszyn w wywiadzie prasowym w grudniu 2005 r. zdefiniowała ten termin jako „ograniczanie demokracji, swoisty zamordyzm, cenzura... ubran[e] w szatę solidaryzmu społecznego, patriotyzmu, odnowy moralnej”.
Odpowiednikiem pojęcia kaczyzm w kontekście polskiej polityki, ale stosowanym przez zwolenników PiS-u na pejoratywne określenie wcześniejszych rządów opozycyjnych do PiS-u jest „układ”.

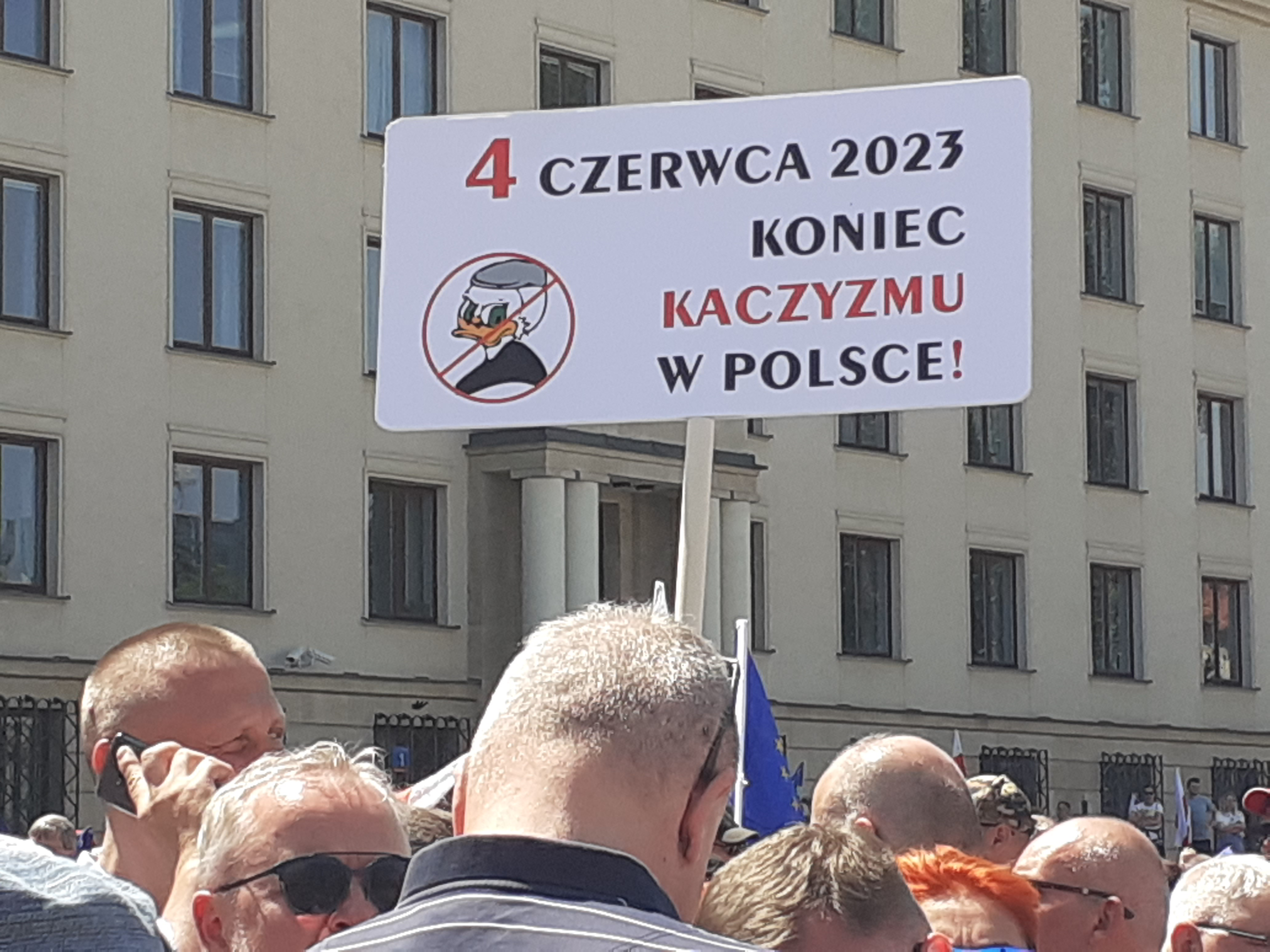
Sprzeciw wobec kaczyzmu na marszu opozycji 4 czerwca 2023.

Neologizm ten jest jednym z bardziej znanych obecnie przykładów stosunkowo częstej konstrukcji językowej w języku polskim, tj. pejoratywnych neologizmów motywowanych nazwiskami polityków i występującej w kontekście dyskursu politycznego. Istnieją także warianty kaczologia, superkaczyzm, hiperkaczyzm, ultrakaczyzm i ekstrakaczyzm. Pejoratywnym przeciwieństwem kaczyzmu jest natomiast „antykaczyzm”. W języku polskim funkcjonują liczne podobne neologizmy polityczne, np. lepperyzm, wałęsizm, korwinizm, tuskizm, gowinizm, ziobryzm; mogą też odnosić się do polityków zagranicznych, np. stalinizm, hooveryzm, maccartyzm, taczeryzm. Są one zwykle pejoratywne, budowane na bazie pojęć typu totalitaryzm, faszyzm, komunizm, nazizm. Niektóre z tych wyrażeń trafiły już do Narodowego Korpusu Języka Polskiego; aczkolwiek w 2020 r. kaczyzm nie znajdował się w nim jeszcze (ani w Słowniku Języka Polskiego, natomiast miał wpis w Wikisłowniku).
Celem takich wyrażeń jest podkreślenie granic „my” vs. „inni”, i łatwe, pejoratywne „zaszufladkowanie” przeciwników politycznych.